# Buffon (Côte-d'Or)
Buffon é uma comuna francesa na região administrativa da Borgonha-Franco-Condado, no departamento de Côte-d'Or. Estende-se por uma área de 9,05 km². Em 2010 a comuna tinha 169 habitantes (densidade: 18,7 hab./km²).